# Бейдер, Владимир Хаимович
Владимир Хаимович Бе́йдер (литературный псевдоним В. Ковичев; род. 1950, Каменец-Подольский) — советский и израильский журналист, телеведущий, редактор и сценарист.

## Биография
Владимир Бейдер родился в 1950 году в Каменец-Подольском. Его отец — еврейский поэт и литературовед Хаим Волькович Бейдер, мать — педагог Сара Абрамовна Бейдер.
В 1975 году окончил факультет журналистики Ленинградского университета. Автор сценариев 16 документальных фильмов, четырёх книг. Лауреат Всероссийской премии «Лучшая детская книга года» (1989).
В Израиле с 1995 года. Был заместителем главного редактора газеты «Вести», редактором еженедельника «Magazine», журнала «Master-M», корреспондентом журнала «Огонёк» в Израиле.
Работал на 9 канале «Израиль Плюс» с 2002 по 2014 год. Был ведущим программы «Персона», сценаристом и редактором программы «Семь сорок», редактором программ "Шабат шалом", "На троих" и "Контанкт".
С августа 2014 по май 2015 возглавлял отдел разъяснительной и агитационной работы партии НДИ.
Брат — архитектор Борис Хаимович Бейдер (род. 1942).

## Награды и премии
- Премия «Скрипач на крыше» в номинации «Журналистика» (2014) — за серию публикаций об Израиле в журнале «Огонёк»[5]